# Across the Universe (mensaje interestelar)

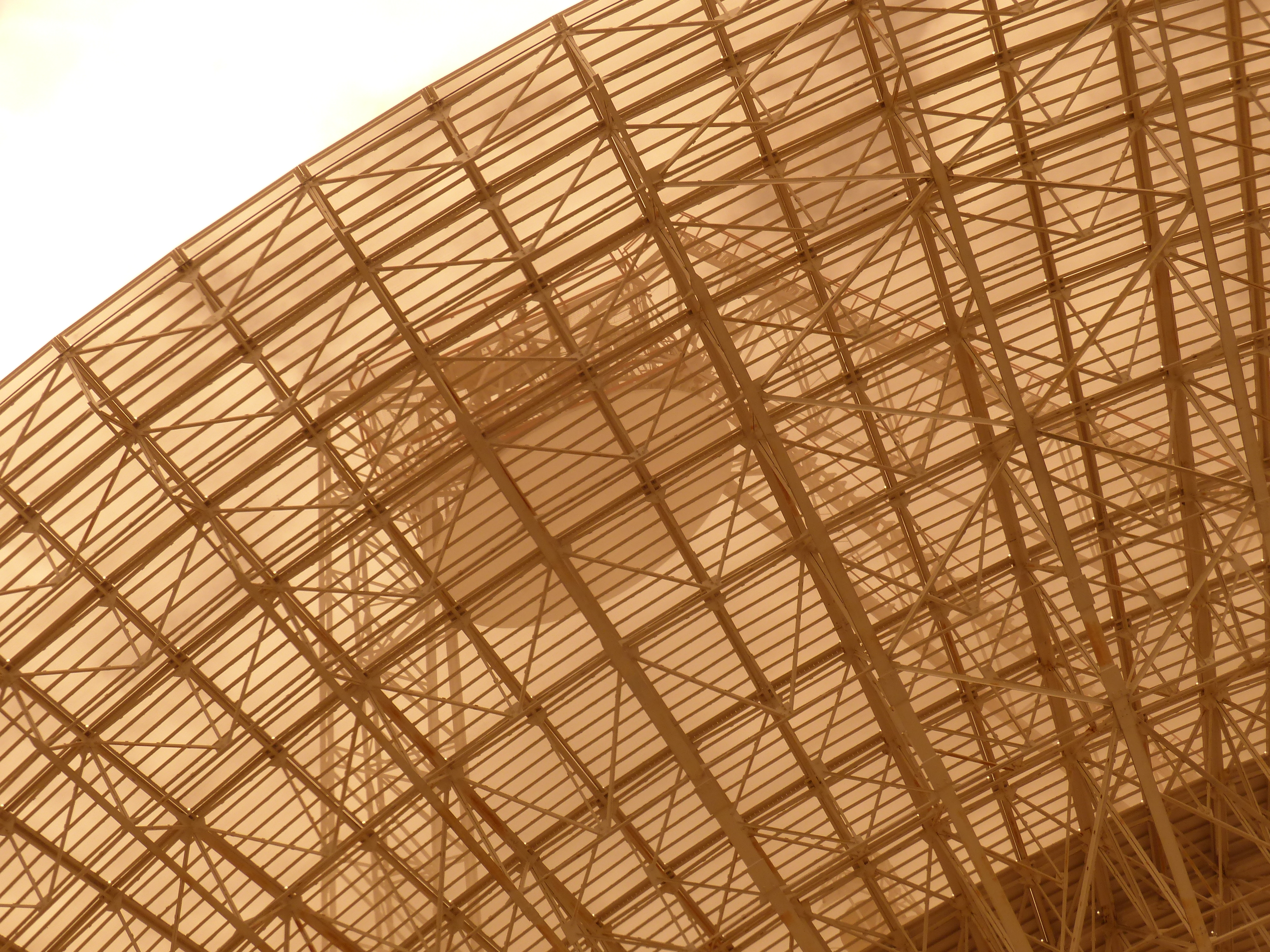
Madrid Deep Space

Across the Universe es un mensaje interestelar de radio que consiste en la canción "Across the Universe" de Los Beatles que fue transmitido el 4 de febrero de 2008, a las 00:00 UTC por la NASA en dirección de la estrella Polaris. Esta transmisión se realizó con una antena de 70 metros en la Red del Espacio Profundo (DSN, por sus siglas en inglés) en el Madrid Deep Space Communication Complex, ubicado en Robledo, cerca de Madrid, España.
La fecha de esta transmisión fue elegida para celebrar el 40 aniversario de la grabación de la canción, el 45.º aniversario de la DSN, y el 50 aniversario de la NASA. La idea de la transmisión fue propuesta por el historiador de los Beatles, Martin Lewis, quien invitó a todos los fanes de los Beatles a reproducir la pista mientras se transmitía a la estrella ya mencionada. Este evento fue la segunda ocasión en la que una canción fue transmitida intencionalmente hacia el espacio exterior (la primera fue Teen Age Message desde Rusia en el 2001), y fue aprobada por Paul McCartney, Yoko Ono, y Apple Records.
Este proyecto tiene algunos defectos significativos en tanto que el mensaje fue dirigido hacia la estrella Polaris, a 431 años luz de distancia de la Tierra y cuyo sistema planetario, incluso si existe, puede no ser apto para la vida, ya que es una estrella supergigante, tipo espectral F7Ib. Además, la tasa de transmisión es muy alta, cerca de 128 kbit/s, para la potencia de transmisión del transmisor (alrededor de 18 kW).